# Alone Again
Alone Again – ballada rockowa zespołu Dokken, wydana w 1984 roku jako singel promujący album Tooth and Nail.

## Powstanie
Don Dokken napisał tę piosenkę w połowie lat 70. w wieku 23 lat i nagrał ją na kasecie w formie demo. W tej formie piosenka nie została opublikowana. Kiedy w 1984 roku zespół pracował nad albumem Tooth and Nail, wytwórnia Elektra Records zażądała umieszczenia na nim ballady. Zamiast napisać nową piosenkę, Don Dokken zdecydował się na wykorzystanie nagrania „Alone Again”, który został przerobiony przez zespół.

## Wydanie i odbiór
Jako singel „Alone Again” został wydany z dwiema różnymi piosenkami jako stroną B. Jedna z tych wersji została wydana wyłącznie w Stanach Zjednoczonych na płytach 7″ i 12″ i obejmowała utwór „Just Got Lucky”. Na innej wersji (tylko 7″) stroną B była piosenka „Tooth and Nail”. Ten singel znajdował się w oficjalnej sprzedaży m.in. w Stanach Zjednoczonych i Japonii.
Do utworu został zrealizowany teledysk w reżyserii Wayne'a Ishama. Klip jest w przeważającej części materiałem filmowym z występów Dokken, ale pojawiają się w nim także ujęcia Dona Dokkena w pokoju hotelowym.
„Alone Again” zajął 20. miejsce na liście Top Rock Tracks i 64. na liście Billboard Hot 100.

## Twórcy
- Don Dokken – wokal
- George Lynch – gitara
- Jeff Pilson – gitara basowa, instrumenty klawiszowe
- Mick Brown – perkusja